# Давудов, Магомед Хайбулаевич
Магомед Хайбулаевич Давудов (родился 22 января 1991 в Махачкале) — российский регбист, нападающий команды «Стрела». Аварец по национальности.
До регби занимался греко-римской борьбой 
Бронзовый призёр Чемпионата России в 2014 и 2015 году
Чемпион Кубка наций в составе сборной России по регби-15 в 2017 году
В январе 2020 года перешел в казанскую «Стрелу»
В сборной России дебютировал 15 марта 2014 года, в матче против Бельгии в Брюсселе.